# Phillip J. S. Richardson
Pour les articles homonymes, voir Richardson.
Phillip John Sampey Richardson dit Phillip J. S. Richardson, né le 17 mars 1875 à Winthorpe (Nottinghamshire) et mort le 17 février 1963 à Londres, est un écrivain britannique, spécialiste de la danse,. 

## Biographie
Richardson est le rédacteur en chef du Dancing Times (en) de 1910 à 1957. Il fonde l'Association des professeurs de danse lyrique de Grande-Bretagne (plus tard la Royal Academy of Dance (en)), en 1920, et le Conseil international de danse de salon (plus tard World Dance Council) en 1950.
Il reçoit un OBE en 1951 et le Queen Elizabeth II Coronation Award (en) en 1963. Il est également un collectionneur de livres de danse rares qu'il a légués à la Royal Academy of Dancing. Après avoir été dans la bibliothèque de l'académie pendant 35 ans, la collection a été vendue. Certaines parties, mais pas toutes, avaient été microfilmées.

## Œuvres
- 1910 : avec Eustace A. Reynolds-Ball, The Americans' Mecca: Paris and the Beautiful Land of France, Londres: Middleton.
- 1933 : avec Eve Tynegate-Smith, The Textbook of Modern Ballroom Dancing, Londres: Dancing Times. (OCLC 9368704)
- 1946 : A History of English Ballroom Dancing (1910-45); The Story of the Development of the Modern English Style, Londres: Herbert Jenkins Ltd. (OCLC 5636195)
- 1954 : avec Ifan Kyrle Fletcher, Bibliographical Descriptions of Forty Rare Books Relating to the Art of Dancing, Londres: Dancing Times, ltd.
- 1960 : The Social Dances of the Nineteenth Century in England, Londres: H. Jenkins. (OCLC 1109868)